# ماك ألين
ماك ألين هو لاعب اللاكروس كندي، ولد في 7 يونيو 1985.